# Cajarc
Cajarc è un comune francese di 1 117 abitanti situato nel dipartimento del Lot nella regione dell'Occitania.
Qua nacque la scrittrice Françoise Sagan ed è sepolta a pochi chilometri, nel piccolo cimitero di Seuzac.

## Società

### Evoluzione demografica
Abitanti censiti